# Sunnerbodräkt
Sunnerbodräkt är en folkdräkt från Sunnerbo härad i Småland.

## Kvinnodräkt
Den ålderdomliga kappan har två stora silverspännen framtill och en stor krage på ryggen. Originalplaggets krage är dekorerad med breda silverband. Denna löstagbara krag är dessutom dekorerad med sidenband i flera färger. I början av 1800-talet kom de gamla dräkterna ur bruk och ersattes efter hand med modernare material och plaggtyper med separat livstycke och kjol. Från Sunnerbo härad finns en kvinnlig sommardräkt från 1800-talets första hälft dokumenterad. Den består av kort rött livstycke, randig linnekjol, kattunsförkläde, särk och överdel samt linnehatt och mjuk mössa, halskläde och huvudkläde. Dräkten kan varieras med olika livstycken, förkläden och tillbehör.

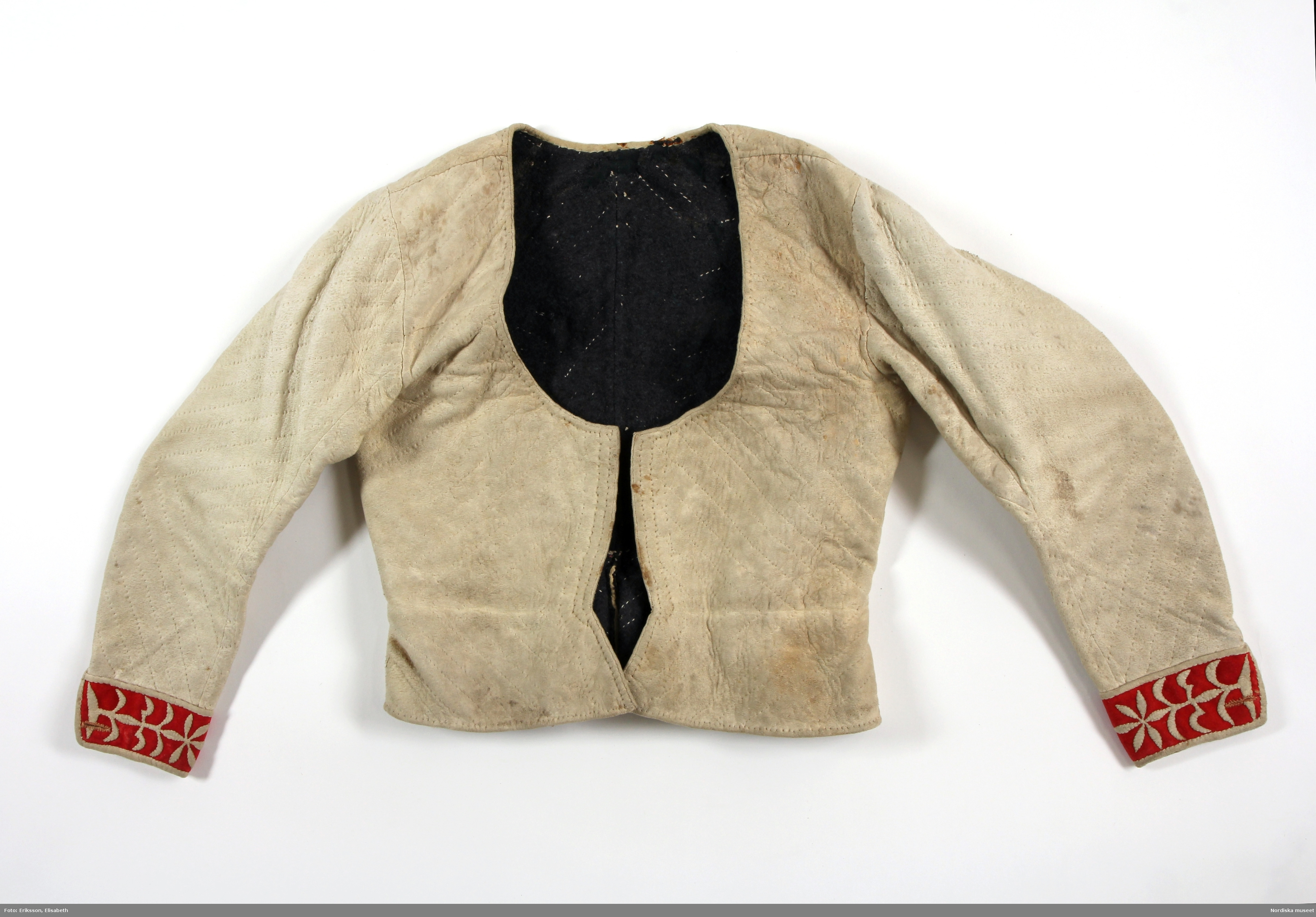
Kvinnotröja av ljust sämskskinn.
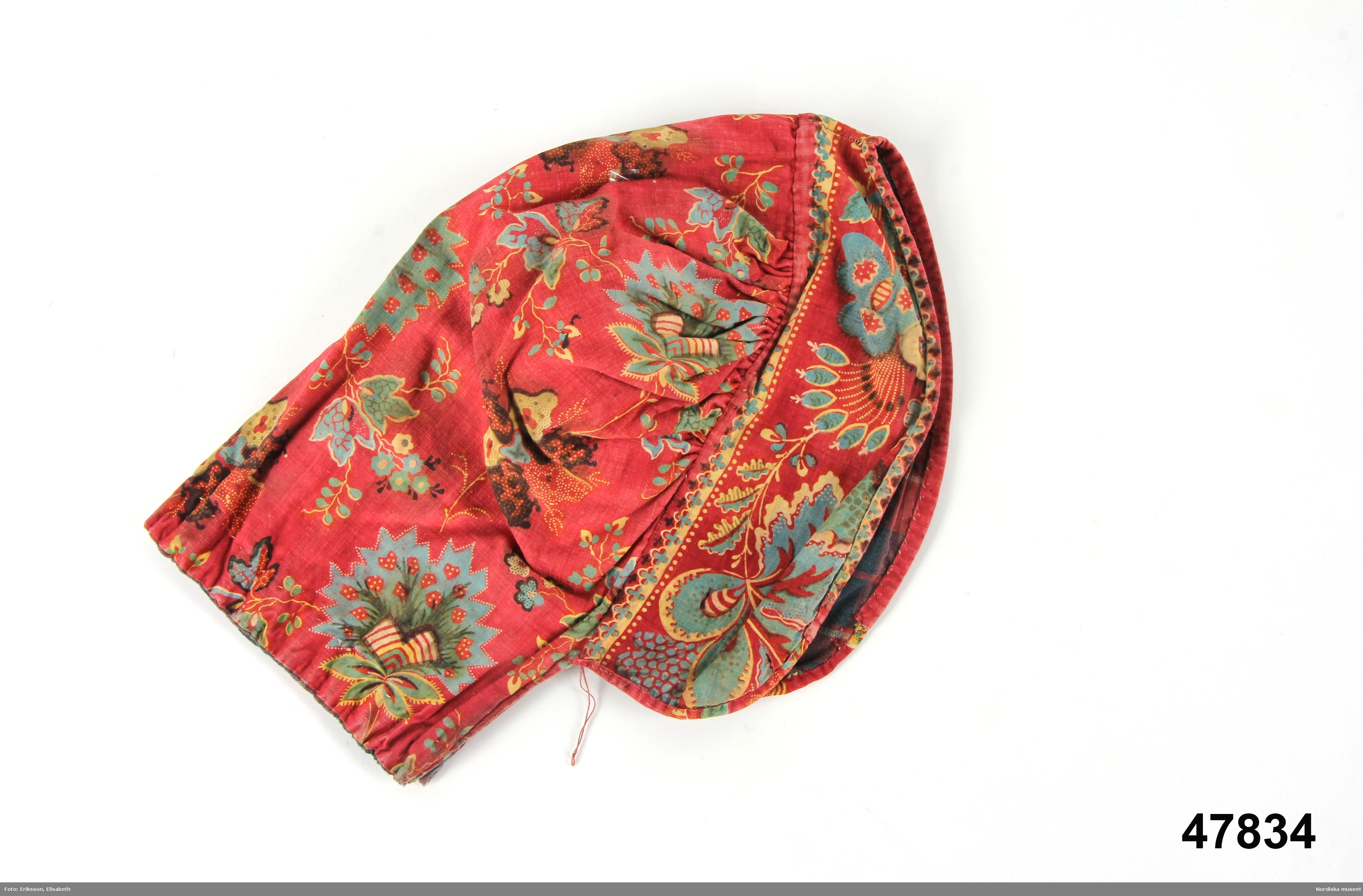
Mössa insamlad 1885.

## Mansdräkt
En dokumenterad mansdräkt togs fram på 1960-talet av medlemmar ur Växjöortens Folkdanslag. Originalplaggen kommer från Dädesjö socken. Dräkten är påverkad av modetunder tidigt 1800-tal. Västen är kort med linnerygg och framstycken av rött ylle med tryckt mönster. Till dräkten hör knäkorta byxor av skinn eller ylle med högt skuren midjelinje samt skjorta med hög krage omknuten med ett halskläde. Ytterplagget är en höftlång tröja av mörkt ylle. Huvudbonaden är hög hatt eller i enklare sammanhang skärmmössa. Dräkten finns i flera varianter. 
Senare efterforskningar har visat att samma eller snarlikt tyg som i den röda västen har förekommit i flera mansvästar och kvinnolivstycken från olika platser i länet och förmodligen tillverkats i trakten. En av västarna, som kommer från Sunnerbo härad, har även ryggstycke av ylletyget. Den, liksom en röd brudgumsväst från samma tid och område, kan bäras till ovan beskrivna byxor och skjorta. Byxor och skjortor var vid den här tiden i stort sett tämligen lika utformade utan lokala särdrag.